# Screening Information Dataset
Ein Screening Information Dataset (englisch, abgekürzt SIDS) ist eine Zusammenstellung von Eigenschaften und Daten über das Gefahrenpotential von Chemikalien. Ursprünglich wurden nur Chemikalien, die in großen Mengen produziert oder importiert werden (High Production Volume Chemicals, HPVC), berücksichtigt. 2011 wurde diese Einschränkung aufgehoben. Die Zusammenstellung eines SIDS wird von der Organisation für wirtschaftliche Zusammenarbeit und Entwicklung (OECD) veranlasst.
Welche Daten wie zusammenzustellen sind, wird von der OECD vorgeschrieben. Jeweils ein Mitgliedstaat bzw. eine von diesem beauftragte Agentur oder eine Industrieorganisation erstellt einen Entwurf, welcher von anderen Mitgliedstaaten begutachtet wird. An den jährlich ein bis zweimal durchgeführten SIDS Initial Assessment Meetings (SIAM, 1993–2011) bzw. Cooperative Chemical Assessment Meetings (CoCAM, 2012–2014) verabschieden die Mitgliedstaaten die bereinigten Fassungen.
SIDS enthalten zu jeder Substanz neben allgemeinen Informationen wie Name, Strukturformel, CAS-Nummer physikalisch-chemische Daten wie Schmelzpunkt, Dampfdruck und Wasserlöslichkeit; umwelt- und gesundheitsrelevante Informationen über biologische Abbauwege, Bioakkumulationsverhalten und toxikologische Daten für verschiedene Organismen.
Es werden zwei unterschiedlich ausführliche Dokumente erstellt: Das SIDS Initial Assessment Profile (SIAP) enthält eine Zusammenfassung der Endpunkte sowie der Schlussfolgerungen. Der SIDS Initial Assessment Report (SIAR) enthält detailliertere Angaben sowie eine Auflistung der zugrunde liegenden Literatur.
Im Jahr 2007 umfasste die von der OECD vorgelegte Liste der High Production Volume Chemicals 4638 Einträge (Substanzen, Substanzgemische oder Handelsformen) für etwa 1050 Chemikalien wurden bis November 2014 SIDS publiziert, für weitere rund 600 Substanzen sind die Dokumente in Vorbereitung.